# 207655 Kerboguan
207655 Kerboguan este o planetă minoră (asteroid) din centura de asteroizi. A fost descoperită pe 25 iulie 2007 la Lulin Observatory⁠(d) de . 
Obiectul prezintă o orbită caracterizată de o semiaxă mare de 2,2823043133942 UAi, o excentricitate de 0,20682397047362, o înclinație de 3,9489024888153 ° în raport cu ecliptica.